# Campionati mondiali giovanili di nuoto 2025
La decima edizione dei Campionati mondiali giovanili di nuoto è in corso di svolgimento a Otopeni (Romania) dal 19 al 24 agosto 2024. Alla competizione partecipano nuotatori di età compresa tra i 15 e i 18 anni e nuotatrici tra i 14 e i 17 anni.

## Medagliere
| Pos.   | Paese  | Oro | Argento | Bronzo | Totale |
| Totale | Totale | 42  | 42      | 42     | 126    |
| ------ | ------ | --- | ------- | ------ | ------ |

## Podi

### Uomini
| Evento               | Oro | Tempo   | Argento                                                                                           | Tempo   | Bronzo                                                                                  | Tempo   |
| Stile libero         | |         |                                                                                                   |         |                                                                                         |         |
| 50 m                 | |         |                                                                                                   |         |                                                                                         |         |
| 100 m                | |         |                                                                                                   |         |                                                                                         |         |
| 200 m                | Carlos D'Ambrosio | 1'45"15 | Xu Haibo                                                                                          | 1'46"67 | Raito Numata                                                                            | 1'46"70 |
| 400 m                | Grigorii Vekovishchev                                                                                                 | 3'46"64 | Egor Babinich                                                                                     | 3'47"57 | Xu Haibo                                                                                | 3'47"73 |
| 800 m                | |         |                                                                                                   |         |                                                                                         |         |
| 1500 m               | |         |                                                                                                   |         |                                                                                         |         |
| Dorso                | |         |                                                                                                   |         |                                                                                         |         |
| 50 m                 | |         |                                                                                                   |         |                                                                                         |         |
| 100 m                | John Shortt | 53"86   | Georgii Iakovlev                                                                                  | 53"94   | Gavin Keogh                                                                             | 54"06   |
| 200 m                | |         |                                                                                                   |         |                                                                                         |         |
| Rana                 | |         |                                                                                                   |         |                                                                                         |         |
| 50 m                 | |         |                                                                                                   |         |                                                                                         |         |
| 100 m                | Filip Nowacki | 59"20   | Shin Ohashi                                                                                       | 59"50   | Max Morgan                                                                              | 59"93   |
| 200 m                | |         |                                                                                                   |         |                                                                                         |         |
| Farfalla             | |         |                                                                                                   |         |                                                                                         |         |
| 50 m                 | |         |                                                                                                   |         |                                                                                         |         |
| 100 m                | |         |                                                                                                   |         |                                                                                         |         |
| 200 m                | |         |                                                                                                   |         |                                                                                         |         |
| Misti                | |         |                                                                                                   |         |                                                                                         |         |
| 200 m                | Mikhail Shcherbakov                                                                                                   | 1'57"25 | Yumeki Kojima                                                                                     | 1'57"32 | Raito Numata                                                                            | 1'57"98 |
| 400 m                | |         |                                                                                                   |         |                                                                                         |         |
| Staffette            | |         |                                                                                                   |         |                                                                                         |         |
| 4x100 m stile libero | Atleti Neutrali B Mikhail Shcherbakov Roman Zhidkov Egor Proshin Georgii Zlotnikov Matvei Nesterov* Ethan Harrington* | 3'15"38 | Italia Francesco Ceolin Daniel D'Agostino Daniele Del Signore Carlos D'Ambrosio Gabriele Valente* | 3'16"03 | Stati Uniti Austin Carpenter Rowan Cox Kenneth Barnicle Michael Rice Luke Danail Vatev* | 3'17"06 |
| 4x200 m stile libero | |         |                                                                                                   |         |                                                                                         |         |
| 4x100 m misti        | |         |                                                                                                   |         |                                                                                         |         |

### Donne
| Evento               | Oro                                                 | Tempo   | Argento                                                                                        | Tempo   | Bronzo                                                            | Tempo   |
| Stile libero         |                                                     |         |                                                                                                |         |                                                                   |         |
| 50 m                 |                                                     |         |                                                                                                |         |                                                                   |         |
| 100 m                |                                                     |         |                                                                                                |         |                                                                   |         |
| 200 m                |                                                     |         |                                                                                                |         |                                                                   |         |
| 400 m                |                                                     |         |                                                                                                |         |                                                                   |         |
| 800 m                | Yang Peiqi                                          | 8'22"93 | Agostina Hein                                                                                  | 8'26"19 | Kseniia Misharina                                                 | 8'29"50 |
| 1500 m               |                                                     |         |                                                                                                |         |                                                                   |         |
| Dorso                |                                                     |         |                                                                                                |         |                                                                   |         |
| 50 m                 |                                                     |         |                                                                                                |         |                                                                   |         |
| 100 m                | Charlotte Crush                                     | 59"52   | Daria-Măriuca Silişteanu                                                                       | 1'00"02 | Madison Kryger                                                    | 1'00"27 |
| 200 m                |                                                     |         |                                                                                                |         |                                                                   |         |
| Rana                 |                                                     |         |                                                                                                |         |                                                                   |         |
| 50 m                 | Rachel McAlpin                                      | 30"78   | Smiltė Plytnykaitė                                                                             | 31"12   | Ralina Giliazova                                                  | 31"19   |
| 100 m                |                                                     |         |                                                                                                |         |                                                                   |         |
| 200 m                |                                                     |         |                                                                                                |         |                                                                   |         |
| Farfalla             |                                                     |         |                                                                                                |         |                                                                   |         |
| 50 m                 |                                                     |         |                                                                                                |         |                                                                   |         |
| 100 m                |                                                     |         |                                                                                                |         |                                                                   |         |
| 200 m                | Audrey Derivaux                                     | 2'07"57 | Serafima Fokina                                                                                | 2'07"67 | Umi Ishizuka                                                      | 2'08"16 |
| Misti                |                                                     |         |                                                                                                |         |                                                                   |         |
| 200 m                |                                                     |         |                                                                                                |         |                                                                   |         |
| 400 m                | Agostina Hein                                       | 4'34"34 | Amalie Smith                                                                                   | 4'35"49 | Shuna Sasaki                                                      | 4'38"94 |
| Staffette            |                                                     |         |                                                                                                |         |                                                                   |         |
| 4x100 m stile libero |                                                     |         |                                                                                                |         |                                                                   |         |
| 4x200 m stile libero | Cina Yan Tiaoshan Gong Zhenqi Luo Mingyu Yang Peiqi | 7'51"59 | Stati Uniti Kennedi Dobson Lily King Kayla Han Rylee Erisman Liberty Clark* Brinkleigh Hansen* | 7'52"92 | Italia Bianca Nannucci Lucrezia Domina Chiara Sama Alessandra Mao | 7'56"86 |
| 4x100 m misti        |                                                     |         |                                                                                                |         |                                                                   |         |

### Gare miste
| Evento               | Oro                                                                      | Tempo   | Argento | Tempo   | Bronzo                                                                                        | Tempo   |
| Staffette            |                                                                          |         | |         |                                                                                               |         |
| 4x100 m stile libero |                                                                          |         | |         |                                                                                               |         |
| 4x100 m misti        | Giappone Yumeki Kojima Shin Ohashi Mizuki Hirai Yui Fukuoka Toya Hirata* | 3'45"57 | Stati Uniti Gavin Keogh Gabe Nunziata Charlotte Crush Rylee Erisman Collin Holgerson* Andrew Eubanks* Mena Boardman* Liberty Clark* | 3'46"12 | Gran Bretagna Blythe Kinsman Filip Nowacki Dean Fearn Theodora Taylor Max Morgan Jacob Mills* | 3'46"43 |

* Nuotatori che hanno gareggiato solamente in batteria.